# Barna Tánczos
Barna Tánczos (ur. 25 maja 1976 w m. Miercurea-Ciuc) – rumuński polityk i ekonomista narodowości węgierskiej, senator, w latach 2020–2023 minister środowiska, gospodarki wodnej i leśnictwa, od 2024 wicepremier, w latach 2024–2025 minister finansów.

## Życiorys
Z wykształcenia ekonomista. W 1998 ukończył studia na Akademii Studiów Ekonomicznych w Bukareszcie. Działacz Demokratycznego Związku Węgrów w Rumunii, doszedł do funkcji wiceprzewodniczącego partii. Pracował jako doradca w parlamencie i jako dyrektor firmy konsultingowej. W latach 2005–2007 kierował Agentia Domeniilor Statului, agendą resortu rolnictwa.
W latach 2007–2009 był sekretarzem stanu w ministerstwie transportu i infrastruktury. Tożsame stanowisko zajmował w resortach rozwoju regionalnego i turystyki (2010) oraz rolnictwa i rozwoju wsi (2010–2012). W latach 2008–2013 przewodniczył rumuńskiej federacji hokeja na lodzie. W 2012 po raz pierwszy wybrany do Senatu. Z powodzeniem ubiegał się o reelekcję w wyborach w 2016, 2020 i 2024.
W grudniu 2020 wszedł w skład koalicyjnego rządu Florina Cîțu, obejmując w nim stanowisko ministra środowiska, gospodarki wodnej i leśnictwa. Pozostał na tej funkcji także w utworzonym w listopadzie 2021 gabinecie Nicolae Ciuki. Zakończył urzędowanie w czerwcu 2023. W grudniu 2024 wszedł w skład nowo powołanego drugiego rządu Marcela Ciolacu, w którym objął urzędy wicepremiera i ministra finansów. W czerwcu 2025 w utworzonym wówczas gabinecie Ilie Bolojana został powołany na funkcję wicepremiera.